# Битва при Молінс-де-Рей
 У битві при Молінс-де-Рей (також Битва при Молінс-дель-Рей або Битва при Молінс-дель-Рей), що сталася 21 грудня 1808 року, імперський французький корпус під проводом Лорана де Гувіона Сен-Сіра напав на іспанську армію, тимчасово очолювану Теодором фон Редінгом і графом Калдагесом (головнокомандувач Хуан Мігель де Вівес-і-Фелиу був відсутній). Сен-Сір переграв своїх супротивників, відволікаючи їх ложною фронтальною атакою, при цьому направивши основну частину своїх сил через річку Льобрегат навколо правого флангу іспанців. Іспанська оборонна лінія рухнула, і французи захопили 1,2 тис. полонених, всю іспанську артилерію і самого Калдагеса. Бойові дії велися недалеко від Мулінс-де-Рея, розташованого за 15 км захід від Барселони, Каталонія, Іспанія, і відбувалися під час Піренейських воєн, частини більш широкого конфлікту, відомого як Наполеонівські війни . 
Мадридське повстання застало французькі окупаційні сили в Іспанії зненацька. До кінця серпня 1808 року франко-італійський гарнізон Барселони виявився в ізоляції і знаходився під загрозою захоплення. Незабаром імператор Наполеон зібрав значну армію, довірив її Сен-Сіру і доручив своєму генералу звільнити Барселону. Після ризикованої кампанії Сен-Сір переміг іспанські війська в Кардедеу і досяг Барселони. Виявивши, що його супротивники зайняли сильну позицію за річкою Льобрегат, Сен-Сір вийшов з Барселони і вирішив відігнати їх. 

## Передісторія

### Стратегічна ситуація
Після укладення Тільзітського миру в 1807 році імператор Наполеон почав проявляти такі ознаки манії величі, що його блискучий дипломат Шарль Моріс де Талейран-Перигор подав у відставку з поста міністра закордонних справ. Нічим паче не стримуваний, Наполеон посадив короля Іспанії Карла IV і його сина принца Фердинанда під варту, а потім обманом змусив обох відректися від престолу. Потім він оголосив, що його брат Жозеф Бонапарт правитиме як іспанський король. Тим часом, під різними приводами Наполеон перекинув до Іспанії значні частини імперських французьких військ. У лютому 1808 року це солдати захопили Барселону і багато прикордонних фортець. 2 травня 1808 року вуличні заворушення в Мадриді були придушені крайніми заходами маршалом Йоахімом Мюратом з 20 тис. Солдатами. Дуже скоро іспанський народ підняв повстання проти французьких окупаційних сил  . 
Гійом Филибер Дюем командував Наглядовою корпусом в Східних Піренеях, який налічував 12 714 чоловік. 1-а дивізія під командуванням Жозефа Шабран складалася з одного швейцарського і семи французьких батальйонів і налічувала 6045 солдатів. 2-а дивізія під командуванням Теодоро Лекі налічувала 4596 військовослужбовців в чотирьох італійських і двох неаполітанських батальйонах. Кавалерійська бригада на чолі з Бертраном Бессьєр налічувала 825 солдатів в двох французьких тимчасових полицях, а кавалерійська бригада під командуванням Франсуа Ксавьє де Шварца налічувала 892 італійських і неаполітанських вершника. Також в корпусі було 356 артилеристів і кучерів  . Наполеон планував, що Дюем зможе захопити Валенсію і льєйда, а також утримати Барселону. Ці очікування виявилися безнадійно оптимістичними, враховуючи обмежену кількість військ у Дюема і розмах повстання  . 
Битви при Бруку були двома невдалими спробами очистити перевал Ель-Брук, спочатку Шварцем, а потім Шабраном. Взявши половину свого корпусу, Дюем спробував розчистити дорогу до Франції , але в битві при Жироні його війська не змогли захопити місто. Наполеон зрозумів, що Дюем потрібна допомога, тому він зібрав 8 тис. Другосортних французьких солдатів в нову дивізію і призначив її командувачем Оноре Шарля Рея . Спочатку Рей підійшов до замку Сант-Ферран в Фігерасі, потім спробував захопити порт Росас, але зазнав невдачі. В кінці липня Рей і Дюем підійшли до Жироні з півночі і півдня і почали другу облогу цього міста . Вона просувалася так повільно, що граф Калдагес атакував нападників і змусив французів відступити. Рей пішов в Фігерас без особливих проблем, але Дюемом нещадно переслідували мікелети (Каталонське ополчення). Дюему довелося кинути свою артилерію і обоз, перш ніж 20 серпня 1808 року його військам вдалося дістатися до Барселони  . 

### Дії сторін
Коли Наполеон нарешті усвідомив масштаби проблеми в Каталонії, він вніс деякі суттєві зміни в свої плани  . Вже 17 серпня 1808 Наполеон призначив Лорана Гувіона Сен-Сіра своїм новим командувачем в Каталонії. Сен-Сір отримав з італійського гарнізону підкріплення в 18 тис. Чоловік, які, втім, могли прибути тільки через кілька тижнів. На відміну від різношерстих солдат Рея, в це підкріплення входили добірні війська французької дивізії Жозефа Суама і італійської дивізії Доменіко Піно  . Також там була невелика франко-італійська дивізія під керівництвом Луї Франсуа Жана Шабо, італійська кавалерійська бригада на чолі з Жаком Фонтаном і французький 24-й драгунський полк  . 

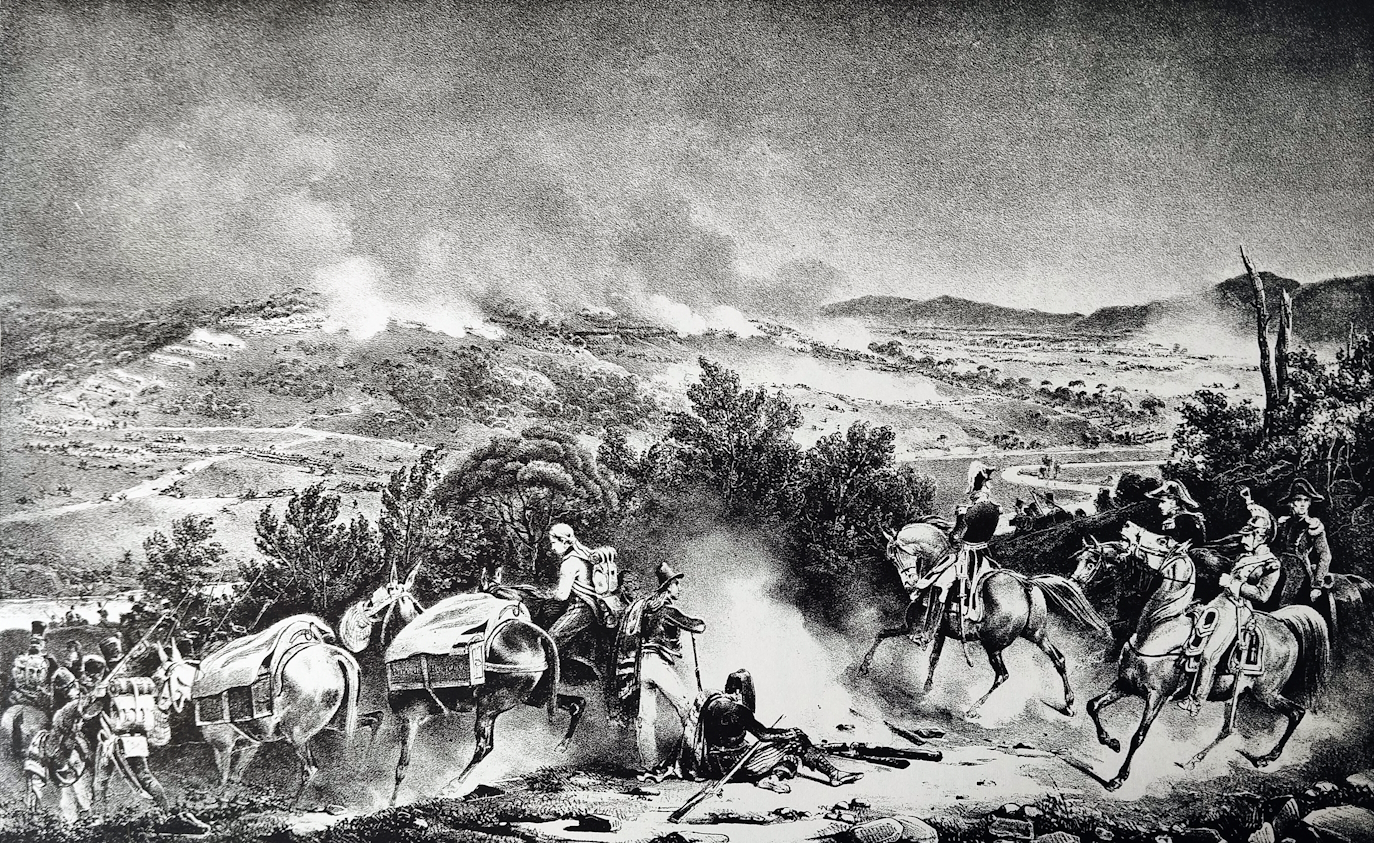
Битва при Кардедеу, 16 грудня 1808 р

Тим часом на Балеарських островах стояли без діла 10 тис. Іспанських солдатів, тому що їх командир Хуан Мігель де Вівес-і-Фелиу боявся, що його нові британські союзники планують захопити острови. Коли солдати почали погрожувати заколотом, Вівес нарешті дозволив маркізу дель Паласіо відплисти на материк з 5 тис. Чоловік. 23 липня вони висадилися в Каталонії  . Місцева влада призначили Дель Паласіо новим генерал-капітаном Каталонії, і він почав блокаду Барселони  . До Каталонії наближалися близько 10 тис. Іспанських солдатів з провінції Гранада під командуванням Теодора фон Редінга . Підрозділ з провінції Арагон під керівництвом Луїса Ребольедо де Палафокса і дрібніше, 1-го маркіза де Лазана, досягло Леріди. Влітку і восени Паласіо поводився настільки пасивно, що 28 жовтня його змінив генерал-капітан Вівес. До цього часу сили іспанців налічували 20 тис. піхотинців і 1 тис. кавалеристів. Вівес посилив блокаду Барселони і, нарешті, 26 листопада загнав гарнізон за міські стіни. Однак в іншому Вівес виявився настільки ж повільним і безініціативним, як і Паласіо  . 
7 листопада 1808 року Сен-Сір почав облогу Росаса , а 5 грудня місто було захоплене  . Це усунуло потенційну загрозу французьким шляхами сполучення. У другій тиждень грудня Сен-Сір прибув до фортеці Жирони з 17 тис. військовослужбовцями. Він сподівався виманити іспанський гарнізон за межі міських стін, але ця тактика не спрацювала  . Командувач гарнізоном Жирони Маріано Альварес де Кастро і Лазан не стали ризикувати своїми 8 тис. Солдатів у відкритому полі проти значно переважаючих сил Сен-Сіра  . 
Французький командувач знав, що облога Жирони займе занадто багато часу, тому він відіслав свою артилерію і обози, і сміливо прослизнув повз Жирону, залишивши дивізію Рея позаду. Вівес припускав, що французи зупиняться перед Жироною. Коли він виявив, що Сен-Сір йде по горбах, він у відповідь відправив дивізію під командуванням Редінга, щоб заблокувати французів. Вівес, нарешті, прийшов до тями і теж привів одну бригаду, хоча у нього було 24 тис. Солдатів. Сен-Сір повністю перехитрив своїх супротивників і прибув до села Кардедеу, заставши там Вівеса і Редінга всього лише з 9,1 тис. Солдатів і сім'ю гарматами. 16 грудня в битві при Кардедеу Сен-Сір використовував масивні атакуючі колони, щоб прорвати іспанські лінії. Французи завдали своїм супротивникам шкоди в 2,5 тис. Осіб, втративши при цьому лише 600  . Вівес, кинувши свою армію, біг на узбережжі, де його підібрав британський фрегат HMS Cambrian і відвіз в Таррагону  . 

## Битва

### Підготовка

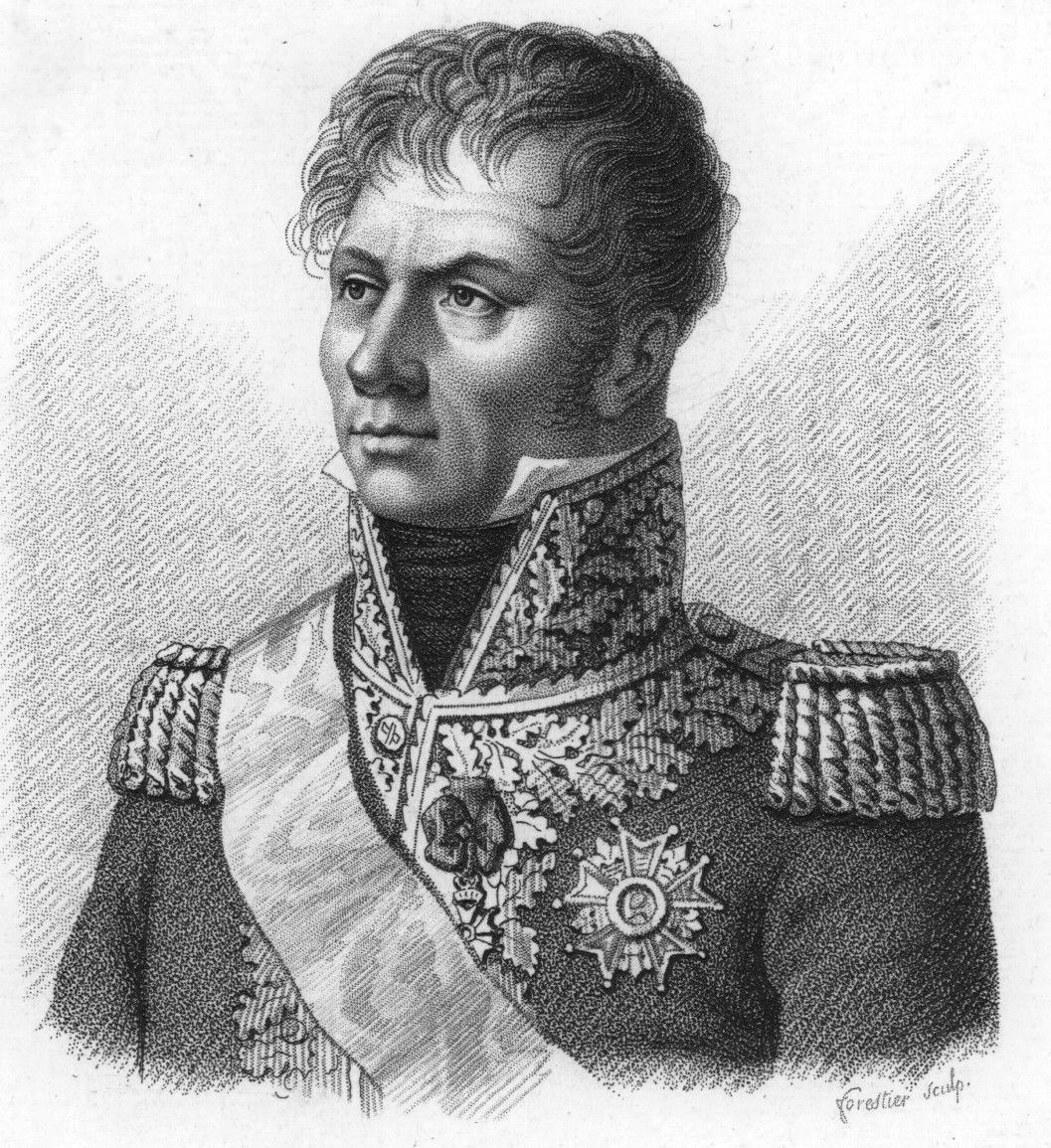
Лоран Гувіон Сен-Сір

16 грудня граф Калдагес відбив вилазку захисників Барселони, але в той вечір він дізнався про поразку іспанців при Кардедеу. Після цього Калдагес відвів блокадні сили, що стояли за річкою Льобрегат, і зайняв позицію між Молинс-де-Рей на півночі і Сан-Бой-де-Льобрегат на півдні. Під час поспішного відступу Калдагес кинув великий склад продовольства в Сарра, який дістався французьким військам. Вранці 17 грудня Сен-Сір привів свою армію на допомогу обложеній Барселоні. До його досади, ніхто не вислав солдат з обложеного гарнізону, щоб вітати його переможні війська. Коли нарешті з'явився Дюем, він зарозуміло зауважив Сен-Сіру, що його силам не загрожує ніяка небезпека, і вони зможуть протриматися ще шість тижнів. У відповідь на це роздратований Сен-Сір пред'явив копію однієї з депеш Дюемом маршалу Луї Олександру Бертьє, в якій він повідомляв, що його гарнізон знаходиться в жахливому стані, і просив про допомогу. Дюем мовчки пішов  . 
Після того, як близько 1 тис. його мікелетів дезертували, у Калдагеса налічувалося 11 тис. солдатів. Незабаром до них приєднався Редінг, який привів залишки армії, розбитої в Кардедеу, 3-4 тис. чоловік. На лінії уздовж Льобрегат для правого крила блокадних сил були побудовані польові укріплення, що знаходяться всього в 10 км від передмість Барселони. Укріплення були добре захищені і обладнані важкою артилерією, але були занадто протяжними для армії з 15 тис. Солдатів. Через Льобрегат було кілька бродів, і якби французи зосередилися на атаці в одному місці, вони напевно досягли б успіху. За відсутності Вівеса Редінг, як його заступник, взяв на себе командування іспанськими силами. І він, і Калдагес знали, що позиції іспанців ненадійні, але вони виявилися перед нелегким вибором  . 
Редінг і Калдагес хотіли відступити на захід на хороші позиції в Ордалі в Субіратсі, де вони планували побудувати укріплений табір. Однак перехід в Ордаль відкрив би для французів дорогу Барселона-Льєйда . Крім того, це дозволило б французам збирати урожай на рівнинах. У пошуках хоч якоїсь ради Редінг відправив повідомлення Вівесу, який був в Ситжесі . Вівес не зміг взяти на себе відповідальність, залишивши Редінгу вирішувати, захищатися або відступати. Відповідь Вівеса прибула в ніч з 20 на 21 грудня. Щоб продемонструвати свою мужність в очах каталонців, Редінг вирішив боротися  . 

### Імперські сили
Вітряним і холодним ранком 21 грудня 1808 року Сен-Сір з чотирма дивізіями вийшов з міста, залишивши Дюемом з італійським дивізіоном Лечі утримувати Барселону. До складу імперських сил входили дивізії Шабран, Суама, Піно і Шабо. Дивізія Шабран була частиною корпусу Дюема, інша частина якого перебувала в Барселоні.  У Шабран були французькі ветерани  і один батальйон швейцарців  . Французька дивізія Суама і італійська Піно були набрані з добірних солдатів  . Дивізія Шабо складалася з одного французького і двох неаполітанських батальйонів  . Неаполітанці вважалися гіршими солдатами в Європі  . Військо Сен-Сіра також включало кавалерійську бригаду Фонтани, що складається з італійських королівських шассерів і 7-го ескадрону італійських драгунів  . 

### Бій

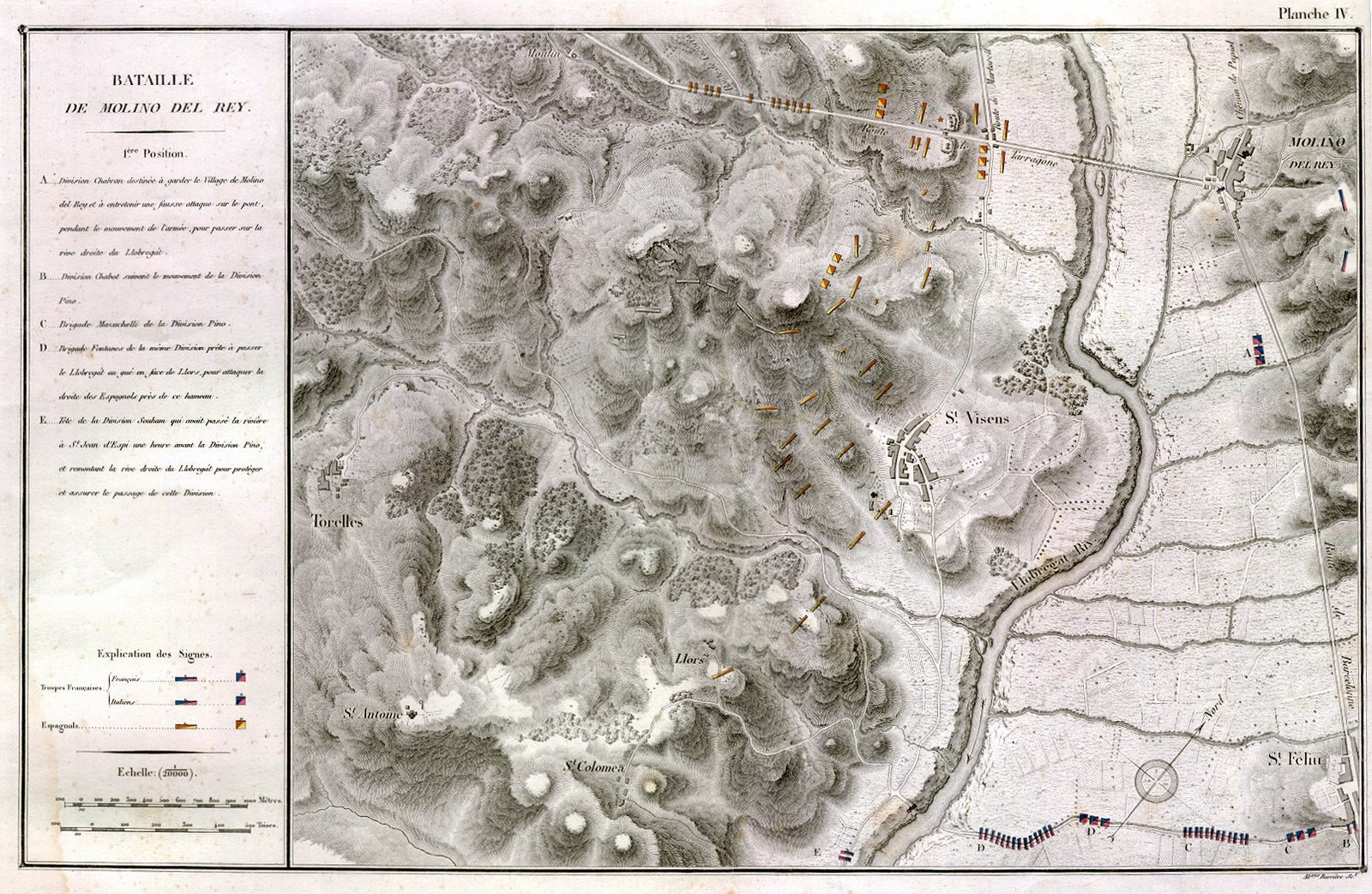
Карта битви при Молінс-де-Рей. Дивізія Шабрана симулювала атаку на мосту в правому верхньому куті, в той час як основні сили Сен-Сіра перетнули річку внизу і розвернулися направо.

Сен-Сір планував, що дивізія Шабрана з 4 тис. чоловік проведе відволікаючу атаку на мосту Молинс-де-Рей. У той час як іспанські генерали будуть відволічені, 14 тис. солдатів дивізій Суама, Піно і Шабо мали перетнути Льобрегат нижче вбрід і атакувати правий фланг іспанців. О 5 годині ранку Шабран почав свій удаваний напад на лівий фланг іспанців. Редінг попався на прийом Сен-Сіра і направив на лівий фланг частину військ з правого флангу. О 6:00 Сен-Сір почав справжню атаку трьома дивізіями  . 
Дивізія Суама перейшла річку вбрід біля Сан-Жоан-Деспі . Іспанські війська в центрі почали рухатися вниз по схилу, щоб протистояти Суаму, але здригнулися і не стали атакувати. Підрозділи Піно і Шабо перетнули річку на півдні в Сан-Феліу, зустрівши слабкий опір. Незабаром французи прорвали занадто сильно розтягнутий іспанський фронт в декількох місцях. Невелика дивізія Шабо повністю охопила іспанська правий фланг. Коли війська Шабо рушили вглиб іспанського тилу, війська, що билися проти Піно і Суама, були змушені відступити, покинувши хороші оборонні позиції. Французький наступ розбив іспанський лівий фланг і центр, змусивши їх бігти на північ неорганізованої масою  . 
Незабаром перед Шабраном стали з'являтися натовпи відступаючих солдатів. Це був момент, коли Шабран міг перетворити свою удавану атаку на справжню, але він мав сумнів. На той час, як війська Шабрана переправилися через Льобрегат, більшість іспанських військ вже бігли. В цей час Вівес нарешті прибув на поле битви. Бачачи, як його війська рятуються втечею, він негайно наслідував їх прикладу. Сен-Сір відпустив своїх драгунів в погоню за ворогом, і їм вдалося схопити графа Калдагеса, коли його кінь впав. Французи захопили 1,2 тис. полонених, 25 гармат , арсенал з 3 млн патронів, і безліч мушкетів, кинутих іспанськими солдатами у відступі  . Інше джерело стверджувало, що іспанці втратили 1 тис. убитих і поранених, а французи захопили 1,2 тис. полонених, 25 гармат і один прапор. З 18 тис. чоловік французи втратили 400 убитих і поранених  . Історик Чарльз Оман писав, що французи відчували нестачу в артилерії і що гармати, захоплені у іспанців, виявилися дуже до речі. Він зазначив, що у військ Сен-Сіра не було артилерії, і що більша частина гармат була втрачена Дюемом при відступі після другої облоги Жирони  .

## Підсумок

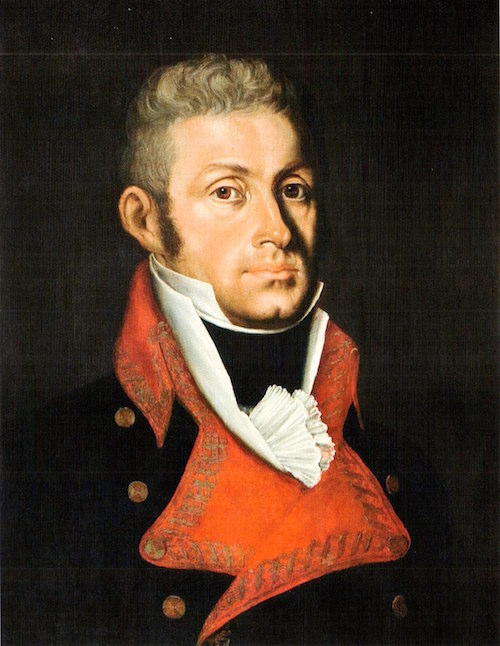
Теодор фон Редінг

Більшість розбитих іспанських солдатів бігли в Таррагону, а інші попрямували в Льєйду або Тортосу . Після цього переможні імперські французькі війська зайняли вододіл Льобрегат і західні області, включаючи важливу ущелину біля Ордалі. Підрозділ Суама розташувалося в Вендрелі, Піно в Сіджесі і Вільяфранка-дель-Пенедесі, Шабран в Марторелі, а Шабо в Сан-Садурні-д'Анойа. Сен-Сір вважав, що на першому місці стоїть забезпечення достатньої кількості продовольства для його армії, а на другому відновлення ліній постачання з Франції. Французам було б надзвичайно важко постачати Барселону по морю, враховуючи військові кораблі британського Королівського флоту, що патрулюють береги. Тим часом, внутрішній маршрут був заблокований утримуваними іспанцями Жироною і Остальріком . У Сен-Сіра були й інші причини для припинення свого переможного ходу. Зимова кампанія вимотала його солдатів, і їм потрібен був час для відновлення. Іспанські війська під командуванням Альвареса і Лазана переслідували дивізію Рея поблизу Жирони  . 
Сен-Сір міг спробувати захопити Таррагону, але він вважав, що йому знадобиться облоговий обоз і великий запас боєприпасів, щоб взяти цю могутню фортецю. Він не знав, що більшість мікелетов розійшлися по домівках, регулярна піхота починала бунтувати, а каталонці впали в істерику, шукаючи винних  . В Леріді місцевий житель, хтось на ім'я Гомес, захопив владу і почав страчувати будь-кого, кого підозрював у зраді. Нарешті Редінг поклав цьому край, відправивши в місто батальйон, щоб заарештувати і стратити тирана. Коли тиск Сен-Сіра ослаб, каталонці почали гуртуватися. На фронт прибув другий ешелон гранадских військ Редінга, а також підкріплення з Мальорки . 
Іспанська влада змусили некомпетентного Вівеса піти у відставку і замінили його Редінгом, який був якщо не військовим генієм, то принаймні сміливцем. Мікелети повернулися на службу, так що через місяць після Молинс-де-Рей армія Каталонії налічувала 30 тис. чоловік. 1 січня 1809 року Лазан напав із засідки і розгромив  4-й батальйон 2-го французького лінійного піхотного полку, убивши і поранивши 200 чоловік і захопивши в полон ще 90. Коли Рей і 2,5 тис. солдатів спробували помститися, вони зустріли запеклий опір. Однак Лазан незабаром вивів свою дивізію з Каталонії і пішов на допомогу своєму братові Хосе де Палафокс-і-дрібніше, армія якого боролася у другій облозі Сарагоси . Війська Сен-Сіра займалися збором продовольства і придушенням мікелетів. Імперські війська очистили перевал Ель-Брук і захопили гору Монтсеррат, але потім пішли з неї. Час від часу кораблі проривалися через британську блокаду, привозячи в Барселону продовольство. Тільки дещо пізніше була створена система конвоїв  . Наступним великим боєм в Каталонії була битва при Вальсі 25 лютого 1809 року  .

## Для подальшого читання
- Rickard, J. Battle of Cardadeu, 16 December 1808. historyofwar.com. Архів оригіналу за 29 вересня 2020. Процитовано 18 січня 2020.
- Rickard, J. Battle of Molins del Rey, 21 December 1808. historyofwar.com. Архів оригіналу за 29 вересня 2020. Процитовано 18 січня 2020.
- Rickard, J. Siege of Barcelona, 1 August-17 December 1808. historyofwar.com. Архів оригіналу за 30 грудня 2019. Процитовано 18 січня 2020.